# 塩尻市総合体育館
塩尻市総合体育館（しおじりしそうごうたいいくかん）は長野県塩尻市にある屋内スポーツ施設である。愛称は「ユメックスアリーナ」。ミズノ・アシスト&ソリューショングループが指定管理者となっている。

## 概要
2021年4月1日開館。ネーミングライツを市内の立石コーポレーションが取得し、期間は2026年3月31日までとなっている。2018年よりV.LEAGUEに参入したVC長野トライデンツがホームゲームに使用している。

## 施設
屋内
- メインアリーナ（1,536㎡、低床型観覧席708席）
  - バスケットボール2面(センターコート1面)
  - バレーボール2面(センターコート1面)
  - バドミントンコート10面(移動式支柱)・8面(差込式支柱)
  - 卓球12面
  - ソフトテニスコート(レクリエーションサイズ)2面
  - フットサルコート(レクリエーションサイズ)2面
- サブアリーナ（754㎡、観覧席50席）
  - バスケットボール1面
  - バレーボール1面
  - バドミントン3面(移動式支柱)・4面(差込式支柱)
  - 卓球4面
  - 剣道2面
- トレーニングルーム
- スタジオ
- 会議室
- ボルタリング
- ランニングコース

屋外
- 屋外3on3バスケットコート
- ふれあい広場

## 利用時間
- 利用時間：9時から21時
- 休館日：第1・第3火曜日、年末年始(12月29日から翌年1月3日)

## 交通アクセス
- 塩尻駅（JR東日本・JR東海）西口 徒歩約20分
- 長野自動車道
  - 塩尻北ICから国道19号経由 車で約20分
  - 塩尻ICから国道20号経由 車で約10分

駐車場の収容台数は250台、駐輪場の台数は39台